# Vérfarkas (Harry Potter)
A vérfarkasok más történetben is előforduló kitalált, mitológiai lények a Harry Potter univerzumban.
Vérfarkas kétféleképpen lehet egy varázsló vagy boszorkány: öröklődés útján, vagy fertőzöttséggel (harapással). A vérfarkas csak teliholdkor veszélyes, ekkor alakul csak át és minden egyéb időpontban normális emberként él. Az ebben a betegségben szenvedő embereket azonban mindig így hívják. Külső jegyekben az átalakult vérfarkasok sokban hasonlítanak az igazi farkasokra (pupillák, pofa, és bojtos farok).

## Vérfarkasok a Harry Potter-univerzumban
A vérfarkasokra általánosságban igaz, hogy Voldemort támogatói, mivel úgy gondolják, hogy a Sötét Nagyúr jobbá teheti életüket. Ez azért van, mert a varázslóvilág megveti őket és fél tőlük. Dolores Umbridge, a Mágiaügyi Minisztérium államtitkára, több rendeletet is hozott, ami nagyon negatívan ítéli meg a vérfarkasokat.
A könyvek konkrétan csak két vérfarkas-szereplőről tesznek „említést”: Remus John Lupinról és Fenrir Greybackről. Egy harmadik vérfarkas (akinek nincsen szerepe a történetben), a Szent Mungo Varázsnyavalya- és Ragálykúráló Ispotályban fekszik Arthur Weasley szobatársaként.

### Remus Lupin
Lupin saját elmondása szerint úgy lett vérfarkas, hogy apja összeveszett Greybackkel, az pedig bosszúból Remust megtámadta. A fiú vérfarkas lett. „Akkoriban még nem volt orvosság az ilyesmire. A farkasölőfű-főzet, amit Piton professzor főzni szokott nekem egészen új találmány. A segítségével meg tudom őrizni az embereszemet az átváltozás ideje alatt is. Ártalmatlan farkasként bevackolom magam a szobámba, és megvárom, amíg lemegy a telehold.”
Ebben az érdekes idézetben betekintést nyerhetünk egy vérfarkas általános gondjaira:
- az átváltozás fájdalmassága;
- az emberi tudat elvesztése;
- félelem attól, hogy esetleg megtámad valakit;
- és persze a farkasölőfű-főzet elkészítésének nehézsége.

### Fenrir Greyback
Greyback viszont nem fél attól, hogy megtámad valakit, "direkt az áldozatok közelében alakul át, hogy el tudja őket kapni. Annyira élvezi az embervér ízét, hogy már nem is farkas – hanem emberalakban is támadja az embereket." A Harry Potter és a Félvér Hercegben Bill Weasley-t megharapja Greyback. A támadás idején emberi alakban volt, így Bill nem válik vérfarkassá. Az eset hatása csupán annyi, hogy Bill arca sebhelyes lesz és megnő az étvágya a véres húsokra.